# 1592

## Naixements
Països Catalans
- Tremp: Pau d'Àger i d'Orcau, president de la Generalitat de Catalunya.

Resta del món
- 28 de març, Nivnice: Jan Amós Comenius, filòsof, gramàtic i pedagog txec.
- 1 de maig, Lüftelberg, Colònia (Sacre Imperi Romanogermànic): Johann Adam Schall von Bell, jesuÍta alemany, matemàtic, missioner a la Xina (m. 1666).[1]

## Necrològiques
Països Catalans
Resta del món
- 2 de febrer, Pastrana, Guadalajara: Ana de Mendoza, princesa d'Eboli, noble espanyola (n. 1540).[2]
- 13 d'abril -Florència: Bartolomeo Ammannati, arquitecte i escultormanierista italià (n. 1511)[3]

- 13 de setembre - Castell de Montanha al Perigord, Occitània: Michel de Montaigne, pensador i un polític francès del Renaixement (n. 1533).[4]
- Venècia: Modesta Pozzo, escriptora, poeta i pionera del feminisme (n. 1555).